# Santok (gemeente)
De gemeente Santok is een landgemeente in het Poolse woiwodschap Lubusz, in powiat Gorzowski.
De zetel van de gemeente is in Santok.
Op 30 juni 2004 telde de gemeente 7547 inwoners.

## Oppervlakte gegevens
In 2002 bedroeg de totale oppervlakte van gemeente Santok 168,3 km², waarvan:
- agrarisch gebied: 51%
- bossen: 35%

De gemeente beslaat 13,93% van de totale oppervlakte van de powiat.

## Demografie
Stand op 30 juni 2004:
| Omschrijving                   | Totaal | Totaal | Vrouwen | Vrouwen | Mannen | Mannen |
| ------------------------------ | ------ | ------ | ------- | ------- | ------ | ------ |
| eenheid                        | aantal | %      | aantal  | %       | aantal | %      |
| inwoners                       | 7547   | 100    | 3785    | 50,2    | 3762   | 49,8   |
| bevolkingsdichtheid (inw./km²) | 44,8   | 44,8   | 22,5    | 22,5    | 22,4   | 22,4   |

In 2002 bedroeg het gemiddelde inkomen per inwoner 1348,68 zł.

## Plaatsen in de gemeente Santok
- Wawrów

## Aangrenzende gemeenten
Deszczno, Drezdenko, Gorzów Wielkopolski, Kłodawa, Skwierzyna, Strzelce Krajeńskie, Zwierzyn